# Gunpowder (miniserie)
Gunpowder es una miniserie dramática histórica de las productoras Kudos y Thriker Films para la cadena británica BBC One. La serie, de tres episodios, se estrenó en Reino Unido en BBC One el 21 de octubre de 2017.
Ambientada en la conspiración de la pólvora (en inglés, Gunpowder Plot), en el Londres de 1605, sus creadores fueron Ronan Bennet (novelista y guionista), Kit Harington (actor y productor) y Daniel West (actor y escritor). Está protagonizada por Kit Harington, que es un descendiente directo de su personaje Robert Catesby. J. Blakeson se encargó de la dirección.

## Elenco y personajes

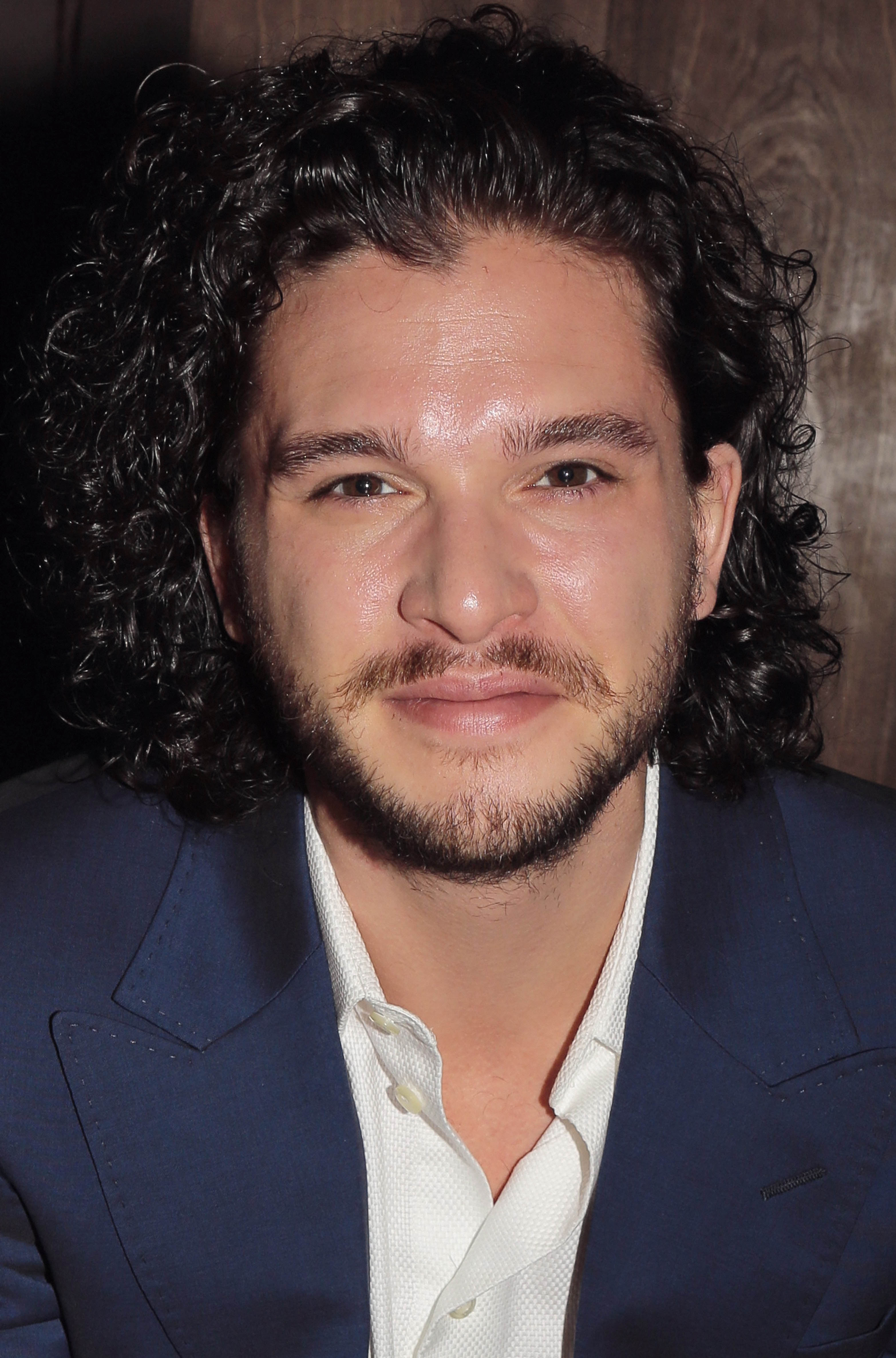
Kit Harington interpreta a Robert Catesby

### Personajes principales
- Kit Harington como Robert Catesby.[4]
- Peter Mullan como Henry Garnet.[4]
- Mark Gatiss como Sir Robert Cecil.[4]
- Liv Tyler como Anne Vaux.[4]

### Personajes recurrentes
- Luke Broughton como Thomas Bates.
- Philip Hill-Pearson como Sir Everard Digby.
- Tom Cullen como Guy Fawkes.
- Daniel West como Thomas Percy.
- Joseph Ringwood como Ambrose Rookwood.
- Martin Lindley como Francis Tresham.
- Christopher T Johnson como Robert Wintour.
- Edward Holcroft como Thomas Wintour.
- Matthew Neal como Christopher Wright.
- Luke Neal como John Wright.
- Shaun Dooley como William Wade.
- Derek Riddell como Jacobo I de Inglaterra.
- Robert Emms como el padre John Gerard.
- Pedro Casablanc como el Condestable de Castilla.
- Andy Lucas como Juan de Tassis, el primer conde de Villamediana.
- David Bamber como Henry Percy, noveno Earl de Northumberland.
- Simon Kunz como Thomas Howard, I conde de Suffolk.
- Hugh Alexander como Philip Herbert, IV conde de Pembroke.
- Sean Rigby como William Parker, cuarton Barón Monteagle.
- Robert Gwyllim como Sir William Stanley.
- Andrew Jarvis como Edward Alford.

## Producción
En febrero de 2017, la BBC anunció el encargo de la serie, que sería realizada por Ronan Bennett, Kit Harington y Daniel West, escrita por Ronan Bennett y producida por Kudos. En la serie actúan Kit Harington, Peter Mullan, Mark Gatiss y Liv Tyler. El rodaje comenzó a finales de febrero de 2017.
Entre otras localizaciones de rodaje estaban el East Riddlesden Hall del National Trust y la Abadía de Fountains, junto con atracciones turísticas como el Oakwell Hall, el Castillo de Ripley, el Haddon Hall, Abadía de Kirkstall, Abadía de Bolton, el Puente de Lendal en el centro de la ciudad de York y el famoso Páramo Ilkley. El Beverley Minster representó el fastuoso esplendor del Palacio de Westminster.

## Episodios
| N.º | Título       | Dirigido por | Escrito por   | Fecha de emisión original |
| --- | ------------ | ------------ | ------------- | ------------------------- |
| 1 | «Episodio 1» | J Blakeson   | Ronan Bennett | 21 de octubre de 2017     |
| Año 1603, Inglaterra está en guerra con España y la persecución contra los católicos se intensifica. Un joven noble decide vengar la muerte de sus correligionarios y defender su fe a cualquier precio. |              |              |               |                           |
| 2 | «Episodio 2» | J Blakeson   | Ronan Bennett | 28 de octubre de 2017     |
| Mientras la red de espías del rey les estrecha el cerco, Catesby y Wintour tratan de reclutar un ejército para su conspiración a lo largo del continente europeo. A su vuelta a Londres escoltado por Guy Fawkes, Catesby reúne por primera vez a su banda de conspiradores. Saben que tienen que actuar rápido, y el plan es concebido: golpearán la semana siguiente, el 5 de noviembre, durante la apertura del Parlamento. |              |              |               |                           |
| 3 | «Episodio 3» | J Blakeson   | Ronan Bennett | 4 de noviembre de 2017    |
| La víspera del 5 de noviembre, Catesby, Fawkes y los conspiradores llenan los túneles bajo el Parlamento con barriles de pólvora. Al otro lado de la ciudad, presionan al padre Garnet para que revele la conspiración de Catesby por el bien de la fe católica. |              |              |               |                           |

## Emisión
Gunpowder se estrenó en BBC One en el Reino Unido el 21 de octubre de 2017, en Estados Unidos en HBO el 18 de diciembre de 2017, y en HBO España el 19 de diciembre de 2017.

## Recepción
En la web de reseñas cinematográficas Rotten Tomatoes, la serie ha obtenido una tasa de aprobación del 67%, basada en 21 reseñas, con una puntuación media de 5,9 sobre 10. En Metacritic, que usa una valor normalizado, la serie tiene una calificación de 63 sobre 100, basada en 10 críticas, que indica unas "reseñas generalmente favorables".
Las reacciones iniciales al primer episodio estuvieron salpicadas de quejas de espectadores por ciertas escenas de tortura, desnudez y desentrañamiento, a pesar de que la emisión comenzó diez minutos después del fin de la franja horaria infantil de las 21:00. No obstante, también se lo describió como "un muy buen drama".